# École pratique des hautes études
École pratique des hautes études (EPHE) er en institution for videregående studier i Paris, men ikke et universitet i klassisk forstand.
EPHE blev grundlagt den 31. juli 1868 ved et dekret fra den franske undervisningsminister Victor Duruy og er en af de store skoler. Hovedidéen var at forberede de studerende på forskning ved at deltage i forskningspraksis. Der blev ikke krævet eller uddelt eksamensbeviser. 

## Berømte kandidater
- Françoise Héritier, fransk antropolog, etnolog og feminist
- Ibrahim Rugova, Kosovo-albansk politiker